# Scindapsus javanicus
Scindapsus javanicus là một loài thực vật có hoa trong họ Ráy (Araceae). Loài này được Alderw. miêu tả khoa học đầu tiên năm 1920.